# Draba sherriffii
Draba sherriffii är en korsblommig växtart som beskrevs av Andrew John Charles Grierson. Draba sherriffii ingår i släktet drabor, och familjen korsblommiga växter. Inga underarter finns listade i Catalogue of Life.